# 施泰因豪森
施泰因豪森（德語：Steinhausen）是瑞士联邦楚格州的市镇。该市镇面积为5.10平方千米，海拔高度427米，2018年12月31日人口数为10,025。